# Aeroporto di Charkiv
L'Aeroporto internazionale di Kharkiv (IATA: HRK, ICAO: UKHH) (in ucraino Міжнародний аеропорт "Харків"?), è un aeroporto situato a Charkiv, in Ucraina . È il principale aeroporto che serve la città di Charkiv, la seconda città più grande dell'Ucraina ed è situato a sud-est del centro città, nel quartiere Slobidskyi.

## Storia
Il vecchio terminal di Charkiv fu costruito negli anni '50 in stile neoclassico. Tuttavia, con l'assegnazione di Euro 2012 alla Polonia e all'Ucraina, fu costruito un nuovo terminal internazionale moderno al fine di rispettare le normative UEFA. Il vecchio edificio è stato rinnovato per diventare un terminal VIP.
Dal 2013 l'aeroporto è dotato del sistema di atterraggio strumentale di categoria 3.

## Statistiche
Questo grafico non è disponibile a causa di un problema tecnico.
Si prega di non rimuoverlo.
Vedi la query Wikidata di origine.
| Anno | Passeggeri | Variazione rispetto all'anno precedente |
| ---- | ---------- | --------------------------------------- |
| 2002 | 50 800     |                                         |
| 2003 | 64 000     | 26.0%                                   |
| 2004 | 104 500    | 63.3%                                   |
| 2005 | 140 500    | 34.4%                                   |
| 2006 | 201 900    | 43.7%                                   |
| 2007 | 258 400    | 28.0%                                   |
| 2008 | 309 900    | 20.0%                                   |
| 2009 | 196 200    | 36.7%                                   |
| 2010 | 243 200    | 24.0%                                   |
| 2011 | 308 700    | 26.9%                                   |
| 2012 | 501 500    | 62.5%                                   |
| 2013 | 605 000    | 20.6%                                   |
| 2014 | 437 500    | 27.7%                                   |
| 2015 | 373 625    | 14.6%                                   |
| 2016 | 599 700    | 61%                                     |
| 2017 | 806 200    | 34.4%                                   |
| 2018 | 962 000    | 19.0%                                   |

## Collegamenti
L'aeroporto internazionale di Charkiv è ben servito del trasporto pubblico municipale ed è collegato alla più ampia rete di strade e ferrovie della città tramite Aeroflotska Street e la strada statale M03. Le seguenti linee di autobus forniscono i mezzi pubblici tra l'aeroporto e la città di Charkiv:
- Filobus 5 - Aeroporto a Universitetska Street tramite la stazione della metropolitana Prospekt Haharina
- 115 - Aeroporto alla stazione della metropolitana Prospekt Haharina
- 119 - Aeroporto a Prospekt Peremohy tramite la stazione della metropolitana Prospekt Haharina
- 152 - Aeroporto a Mikroraion 552 tramite la stazione della metropolitana Akademika Barabashova
- 225 - Aeroporto alla stazione della metropolitana Akademika Barabashova, trasferimento alla stazione della metropolitana Akademika Barabashova